# Bones (rapero)
Elmo O'Connor (Howell, Míchigan, Estados Unidos; 11 de enero de 1994), conocido profesionalmente como Bones, es un rapero estadounidense. Se destaca por el ritmo frenético en el que lanza nueva música, incluyendo más de 40 mixtapes y 88 videos musicales desde 2011, y su resistencia a firmar con una importante discográfica o cobrar dinero por su música a pesar de la popularidad significativa y el interés de la etiqueta.

## Vida personal
Elmo Kennedy O'Connor nació de una madre que era diseñadora de ropa y un padre que era diseñador de páginas web. Su abuelo era el actor Robert Culp. Su familia vivía en Muir Beach, California, antes de trasladarse a Nueva York. Cuando Elmo tenía 11 años, su familia se mudó a Howell, Michigan. Cuando tenía 16 años, abandonó la escuela secundaria y se mudó a Los Ángeles, donde su hermano, Elliott, ya había estado viviendo

### Carrera musical
Ha colaborado en tres temas con el miembro de Raider Klan, Eddy Baker, incluyendo "High", "Delinquents" y "PayPal" de los discos de Bones Saturn (2013), Creep (2013) y Garbage (2014). Bones también realiza y colabora con frecuencia con los exmiembros de Raider Klan Xavier Wulf y Chris Travis. Bones es uno de los cuatro miembros del colectivo Seshollowaterboyz, compuesto por Él (Bones), Xavier Wulf, Chris Travis y Eddy Baker.

### Interés de grandes sellos
Bones y su mánager Elliott O'Connor, que también es su hermano, han dicho que las principales marcas han mostrado interés en firmarlo, pero ha declinado hasta este punto. Según Max Bell de LA Weekly, "las etiquetas interesadas querían que fuera su "rapero blanco", un artista de la talla de Mac Miller y Machine Gun Kelly, pero Bones no estaba interesado en ser remodelado.

## Estilo musical
Bones ha sido comparado con Yung Lean, que es conocido por su estilo de cloud rap en el que los ritmos son etéreos, emocionales y sinceros en lugar de "completamente macho". Sin embargo, Bones ha sido descrito como "not a cloud rapper", teniendo su propio estilo muy personal, por lo que cuando su música se descarga, el género en los archivos es "Sesh", lo que implica que su estilo es un subgénero completamente nuevo de rap . Bones ha mezclado diferentes estilos de música rap a sus canciones, ha hecho música de tonos oscuros, así como el estilo trap metal; Sin embargo, afirma que todas sus canciones son sólo un género.

## Discografía

### Álbumes

#### Como''Th@ Kid''
- Cousin Eddie (2010)
- Stifler (2011)
- Strictly for the Ratz (2011)
- Dreamcatcher. (2011)
- Ratboy (2011)
- The Good Ratz (2011)
- Knucklehead (2011)
- Team Sesh (2011)
- AttaBoy (2011)
- Stay Golden (2011)
- RatLyfe (2011)
- Holy Smokes (2011)
- ADayAtTheGetty (2011)
- Midnight: 12 AM (2011)
- Howell (2011)
- Locals Only (2011)
- YoungDumbFuck (2012)
- Foolsgold (2012)
- WhiteRapper (2012)
- TypicalRapShit (2012)
- BlackNWhite (2012) with Grandmilly

#### Como''Bones''
- Bones (2012)
- 1MillionBlunts (2012)
- LivingLegend (2013)
- Saturn (2013)
- Teenager (2013)
- ダサい (2013) with Xavier Wulf
- Creep (2013)
- Scumbag (2013)
- Cracker (2013)
- PaidProgramming (2013)
- UndergroundGods (2013) with Nasty Matt
- DeadBoy (2014)
- TeenWitch (2014)
- Garbage (2014)
- Skinny (2014)
- Rotten (2014)
- SongsThatRemindYouOfHome (2015) with Dylan Ross
- Powder (2015)
- Banshee (2015)
- HermitOfEastGrandRiver (2015)
- Useless (2016)
- PaidProgramming2 (2016)
- GoodForNothing (2016)
- SoftwareUpdate1.0 (2016)
- Disgrace (2017)
- Unrendered (2017)
- NoRedeemingQualities (2017)
- Failure (2017)
- Carcass (2017)
- TheManInTheRadiator (2018)
- LivingSucks (2018)
- UnderTheWillowTree (2019)
- KickingTheBucket (2019)
- IFeelLikeDirt (2019)
- Offline (2020)
- FromBeyondTheGrave (2020)
- Burden (2021)
- InLovingMemory (2021)
- AmericanSweetheart (2022)
- 2MillionBlunts (2022)
- BasketCase (2023)
- Cadaver (2024)
- SoftwareUpdate 2.0 (2024)

Con Curtis Heron
- PermanentFrown (2018)

Con Drew the architect
- DamagedGoods (2020)

Con Lyson
- Remains (2020)
- Scraps (2021)

Con Deergod
- PushingUpDaisies (2021)

Con Cat Soup
- Augmented (2018)
- ForbiddenImage (2021)

Con grayera
- WITHERED (2022)

Con ghost/\/goul
- DreamCard (2022)

#### como''surrenderdorothy''
- Weneveraskedforthis (2014)
- Nobodywantsme (2014)
- Itstheleastwecando (2015)
- Itsthethoughtthatcounts (2015)
- Breathingexercise (2018)
- Justwhatthedoctorordered (2019)
- Julyrent (2019)

### Individuales

#### Como''Bones''
- IGotABMXBikeButImNotVeryGood with Xavier Wulf
- WeDontBelieveYou with Xavier Wulf & Chris Travis
- Sv_Lan0 with Drip-133
- Blur
- LongTimeNoSee
- TheDayYouLeaveThisPlanetNobodyWillNotice
- SteveWilkosThrowsChair.mp4
- WhatAShame

#### como''Surrenderdorothy''
- whatcouldpossiblygowrong
- Illgettothebottomofthis
- Suddenlyeverywordmadesense
- Sittinginthecar
- Noplacelikehome
- Sometimes,idontunderstand

#### como''OREGONTRAIL''
- GOODBYE FOR NOW
- IF ALL ELSE FAILS
- WE HAVE BEEN KEEPING BUSY
- I ADMIT, IT HAS NOT BEEN EASY
- TILL THE WHITES OF MY EYES DRY OUT

#### como''Ricky a Go Go''
- Stranger
- Every Night
- The Whisper Of Sweet Nothings
- You Are My Everything
- On The Run
- YouKnowIWantYou (feat. Bones)
- DeathTrain (feat. Bones)

### Reproducciones extendidas
- Caves (2013) con Xavier Wulf
- SeaBeds (2014) con Chris Travis
- SoThereWeStood (2015)
- YouShouldHaveSeenYourFace (2015)
- HateToBreakItToYou (2015) con Drip-133
- Frayed (2015)
- Slán (2016) con Cat Soup & Drew the Architect
- You Are All To Blame (2016) con TeamSesh

### Apariciones como invitado
| Título                | Año  | Artista(s)                 | Álbum              |
| --------------------- | ---- | -------------------------- | ------------------ |
| "Everything"          | 2013 | Mr. Sisco                  | Smoke Mix '94      |
| "Living in '93"       | 2013 | Grandmilly                 | BVNDVNVZ II        |
| "Graveyard Shift"     | 2013 | Roy, Wierdough             | Beach$ideGoon      |
| "MAPLE $YRUP"         | 2014 | Suicideboys                | The $uicide $aga   |
| "Canal St."           | 2015 | A$AP Rocky                 | AT.LONG.LAST.A$AP  |
| "Last Time I Checked" | 2017 | RiFF RAFF, DJ Afterthought | Aquaberry Aquarius |
| "Everything You Said" | 2017 | Chris Travis               | Forgive Me         |